# Т
Т (minuskule т) je písmeno cyrilice. Jeho tvar se v minuskulní i majuskulní variantě shoduje s tvarem majuskule písmena T v latince.
V latince písmenu Т odpovídá písmeno T (t), v řeckém písmu v moderní řečtině mu odpovídá písmeno Τ (τ), v arménském písmu mu odpovídá písmeno Տ (տ), v gruzínském písmu písmeno ტ.
V hlaholici písmenu Т odpovídá písmeno Ⱅ.